# Casa Martirilor de la Moisei
Casa Martirilor de la Moisei este un muzeu județean din Moisei. Casa-muzeu se află la ieșirea din Moisei spre Borșa, fiind clasat ca monument istoric, cu codul  MM-IV-m-A-04829. Aici au fost uciși de către trupele maghiare în retragere, la 14 octombrie 1944, 39 de țărani români și 3 evrei din județele Mureș, Cluj și Maramureș, fără nici o altă vină decât aceea că voiau să ajungă acasă la familiile lor. Victimele făceau parte din detașamentele de muncă forțată. Românii și cei 3 evrei au fost forțați să intre în case și apoi au fost împușcați prin ferestrele locuințelor, pe motivul că ar fi fost partizani și că ar fi obstrucționat retragerea. Cadavrele victimelor au fost îngropate după două săptămâni și deasupra gropii a fost ridicată o troiță de lemn, înlocuită mai târziu de un ansamblu monumental al sculptorului Vida Géza (1913 - 1980), format din 12 figuri de piatră așezate în cerc, două cu chipuri omenești și celelalte zece purtând măști tradiționale maramureșene. Sunt expuse obiecte personale și fotografii ale victimelor.